# Adalberto Camargo
Adalberto Camargo (Araraquara, 7 de dezembro de 1923 – São Paulo, 16 de agosto de 2008) foi um empresário, industrial e político brasileiro.

## Biografia
Nasceu em Araraquara em 7 de Dezembro de 1923.
Foi para Chicago em 1954 onde virou diretor de empresas, como Mecanova S.A. (revendedora de automóveis), a Auto Drive S.A. e a Táxi Amarelinho S.A. que possuía em 1966 quinhentos táxis apenas na cidade de São Paulo.

### Carreira política
Filiado ao MDB, Adalberto Camargo fez sua estreia na política ao disputar as eleições estaduais, com 17.566 votos, emplacou o primeiro de seus 4 mandatos na Câmara dos Deputados e tornou-se o primeiro negro a eleger-se deputado federal em São Paulo. Reelegeu-se em 1970, 1974 e 1978, sempre pela legenda emedebista.

## Pós-mandato
Em 1980, com o retorno do pluripartidarismo, Adalberto deixa o MDB e vai para o PDS, onde tenta o quinto mandato seguido como deputado federal em 1982, mas não consegue se reeleger, obtendo apenas uma suplência.
3 anos depois, torna-se o presidente da seção paulista do recém-fundado Partido do Povo Brasileiro (PPB), pelo qual disputaria o pleito de 1986, candidatando-se ao Senado Federal - com 181.989 votos, fica em décimo lugar entre 13 postulantes ao cargo. 
Em 1989, vai para o Partido Democrata (PD), mas não disputa a eleição do ano seguinte. Entre 1992 e 1997, foi vice-presidente nacional do Partido Republicano Progressista (PRP) e presidente do partido em São Paulo, tentando voltar à Câmara dos Deputados em 1998, sem sucesso - foram apenas 13.507 votos. 
Não se elegeu na eleição municipal de 2000, quando recebeu apenas 797 votos.
Após participar das eleições de 2002 (foi candidato a primeiro suplente do candidato a senador Cunha Bueno, do PPB) e não disputar nenhum cargo eletivo em 2004, disputa sua última eleição em 2006, pelo PP, e não sendo bem-sucedido: recebeu 1.351 votos para deputado estadual não se elegendo.

## Vida pessoal
Adalberto Camargo foi casado com Ester Lobo Camargo, com quem teve 4 filhos. Morreu em 16 de agosto de 2008, aos 84 anos.
Um de seus filhos, Adalberto Júnior, tentou seguir carreira política ao disputar a eleição municipal de 2004, quando candidatou-se a vereador pelo PP, e foi presidente da Câmara de Comércio Afro-Brasileira, vindo a falecer em 2011.